# Adolf Scheidt (Fußballspieler)
Adolf Scheidt (* 17. August 1930 in Cloppenburg; † 4. Februar 2018 in Erkelenz) war ein deutscher Fußballspieler, der von 1955 bis 1960 für Preußen Münster in der Oberliga West 110 Spiele mit 54 Toren absolviert hat.

## Laufbahn
Das Talent des Angreifers Adolf Scheidt entwickelte sich in der A-Jugend und Seniorenmannschaft des BV Cloppenburg in Niedersachsen. In der Saison 1953/54 gelang mit dem 54-fachen Torschützen mit 102:27 Toren die Meisterschaft in der Amateurliga 2 und damit der Aufstieg in die Amateur-Oberliga West zur Saison 1954/55. Nach einem Jahr mit dem BVC in der Amateuroberliga war der torgefährliche Stürmer nicht mehr im Amateurfußball zu halten, er nahm das Angebot von Preußen Münster an und wechselte in die Fußball-Oberliga West.
Ab der Runde 1955/56 gehörte der Stürmer Adolf Scheidt der Oberligamannschaft von Preußen Münster an. Sein Debüt in der Oberliga West feierte er am 27. August 1955 beim Heimspiel gegen Bayer 04 Leverkusen, das torreich mit 5:5 Toren endete. Trainer Paul Böhm brachte den Neuling als Mittelstürmer an der Seite von Felix Gerritzen, Edelbert Rey und Siegfried Rachuba und der schussgewaltige Scheidt führte sich mit zwei Treffern ein. In 19 Spielen erzielte er in seiner ersten Oberligarunde vier Treffer und Preußen Münster belegte den 12. Rang. Im zweiten Trainerjahr von Günter Hentschke, 1957/58, steigerte Scheidt seine Trefferquote auf 15 Tore und wurde von Bundestrainer Sepp Herberger am 1. Mai 1958 in die B-Nationalmannschaft beim Länderspiel gegen Luxemburg berufen. Mit dem Angriff Richard Kreß, Michael Pfeiffer, Ulrich Biesinger, Willi Schröder und Scheidt wurde das Spiel überraschend mit 1:4 Toren verloren.
In diesem Jahr stand Adolf Scheidt im 40er Kader für die Weltmeisterschaft in Schweden, schaffte aber letztendlich nicht den Sprung in den Turnier-Kader.
In der Saison 1958/59 kam der siebenfache Studentennationalspieler mit 21 Toren auf den dritten Rang in der Torjägerliste im Westen. Sein letztes Oberligaspiel bestritt Scheidt am 13. März 1960 beim 3:1-Heimerfolg gegen Schwarz-Weiß Essen. Trainer Kuno Klötzer brachte in der Saison 1959/60 den Angreifer nochmals in 14 Spielen zum Einsatz und Scheidt erzielte zwei Treffer.
Von Ostern 1958 bis November 1959 war Scheidt als Studienassessor für Deutsch und Sport am Collegium Augustinianum Gaesdonck tätig. Nach seiner aktiven Laufbahn war er ab August 1961 bis zu seiner Pensionierung 1995 als Lehrer für Englisch, katholische Religionslehre und Sport am Johann-Conrad-Schlaun-Gymnasium in Münster tätig.